# 陈咸 (南宋)
陈咸（？—？），字逢儒，隆州仁寿人，南宋官员，监察御史陈升卿次子。

## 生平
淳熙二年陈咸中进士第，调任内江县尉，改知南充县。擢知资州，有政绩。宋宁宗开禧元年（1205年）宋朝针对金朝开禧北伐，四川宣抚使程松，征召陈咸为主管机宜文字。金朝人截汉水上流，陈咸不动，转增米粮给金州。金朝人进犯上津，守卫依靠这批米，固守金州。陈咸首论加强战备以御金兵。转任利州路转运判官。吴曦叛宋降金。以陈咸为蜀地名士，想要胁迫他归顺，陈咸削发全节，力拒伪命，几乎被杀，被安丙解救。吴曦失败，战乱后蜀地库藏匮乏，陈咸与安丙商榷利弊，推行兵政财计，合为一家。安丙向朝廷奏请以陈咸总管蜀地财赋，陈咸规划备至，调度有方，不到两年，库满粮足，召为司农少卿，去世后谥勤节。